# 实物大独角兽高达立像
实物大独角兽高达立像是依据日本动画作品《机动战士高达UC》中RX-0独角兽高达制作的等比例雕像。这一雕像于2017年设立在日本东京御台场高达主题购物中心台場城東京外，取代了原先矗立于此的RX-78-2高達立像。

## 描述
该立像可在默认的“独角兽模式”与发光的“毁灭模式”间转换，还原了动画中机体启动强化战斗功能的变形过程。据《孤独星球》报道，“毁灭模式”过程作为表演，每天会开启九次。
这座“实物大”（1:1比例）、高19.7米（64.6英尺）的雕像于2017年落成。雕像在夜间进行“灯光表演”——其头部可活动、眼部会发光，并配合音乐播放与喷雾效果。这座雕像总重达49吨。 
据雕像的监制川原正树透露，该立像由230个部件构成，外壳部分采用玻璃纤维增强塑料制作。雕像下半部分在泰国曼谷制造，上半部分则在东京完成铸造。

## 历史

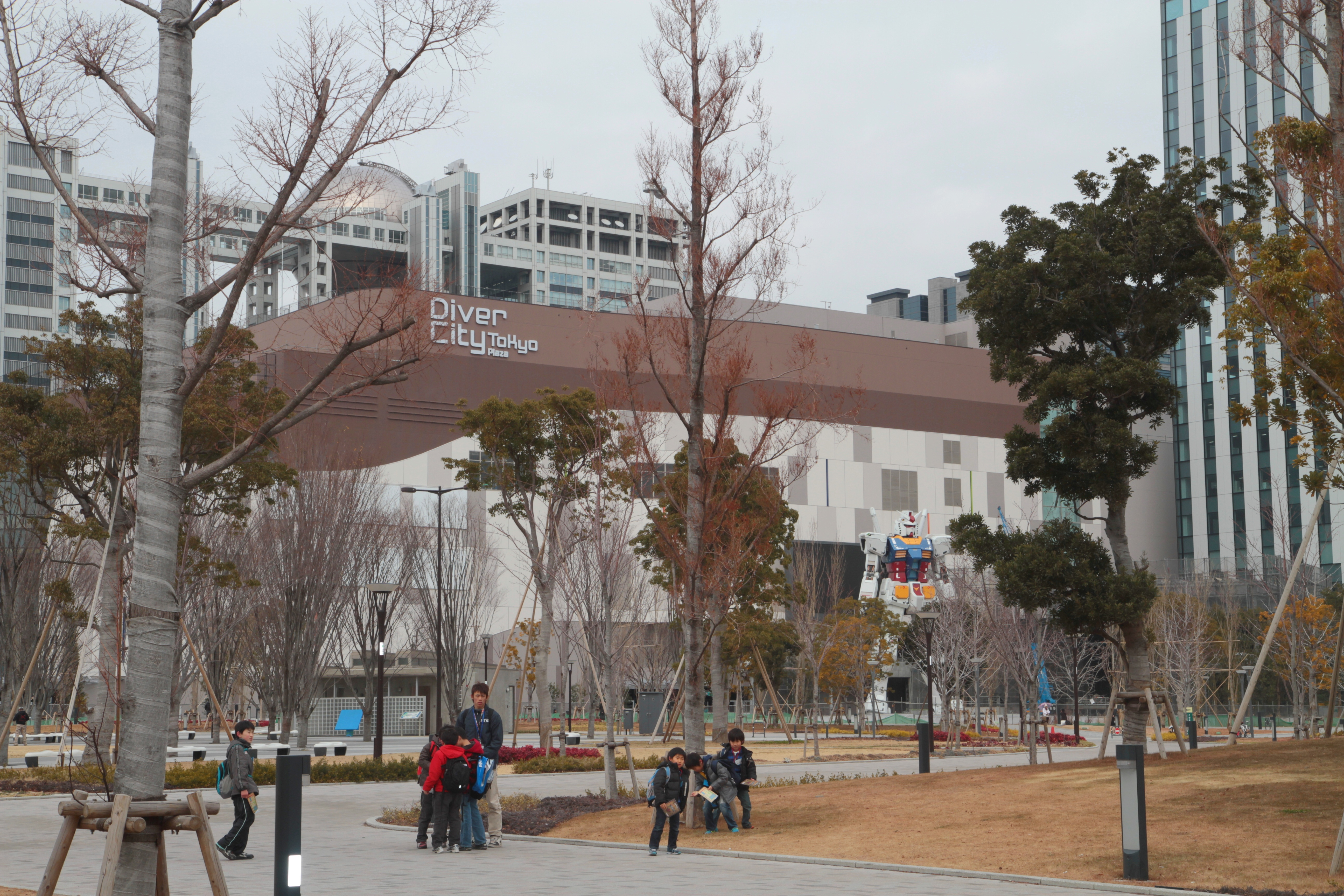
2012年台场城东京购物中心外的RX-78-2高达立像

台场城的Festival广场自2012年至2017年期间曾展示RX-78高达实物大立像，因完成阶段性使命于2017年3月5日结束展示，之后被拆除。在闭幕仪式上，官方宣布将于同年秋季在同一地点建造并展示“实物大独角兽高达立像”。
2017年9月24日，实物大独角兽高达立像举行了揭幕仪式。在正式公开前夜的9月23日举行了特别嘉宾出席的揭幕仪式：《机动战士高达UC》主人公巴纳吉·林克斯的声优内山昂辉、该作音乐制作人泽野弘之、Tielle以及公开宣称为高达爱好者的SUGIZO作为特别嘉宾登台。随着内山昂辉现场配音由福井晴敏新撰的巴纳吉台词，独角兽高达同步启动。在全身发光的独角兽高达立像背景下，Tielle演唱了《机动战士高达UC》电视版主题曲《Into the Sky》及为立像特别创作的主题曲《Cage》，SUGIZO则独奏《Beginning》，最后全体嘉宾共同献上特别组曲的现场演奏。在正式展示前，以高达模型为主题的娱乐设施“高达基地东京”（THE GUNDAM BASE TOKYO）已于同年8月19日在台场城东京开业，同期建造中的独角兽高达在施工围挡外已可供路人观看。期间提供过以立像为背景的专业摄影限期活动。机体装甲印有由独角兽高达设计师角木肇新设计的标识。该立像通过钢架支撑，虽无法实现自主行走或飞行，但还是最大限度真实还原了剧中从独角兽模式到毁灭模式的变形过程。该雕像取代了同年3月拆除的RX-78-2高达立像。
立像的施工由曾负责实物大RX-78高达立像的乃村工艺社负责。通过沿用之前项目的部分设计从而呈现出“技术传承”的效果。运用文乐木偶机械原理及该社擅长的机关钟表技术实现变形结构。施工前，团队曾改造PG高达模型的变形机构来验证机械与比例问题，但因驱动装置空间限制最终放弃了部分变形功能。此外为减轻独角兽模式复位时对驱动部的负荷，天线间预留约5毫米间隙等细节均经过精密调整。
2024年末至2025年初，为纪念《机动战士高达》动画系列45周年，该立像特别启用蓝、红、黄三色灯光进行展示。

## 评价
这一立像被视为台场城东京购物中心的标志性景点，并跻身东京最受欢迎的公共雕塑之列。《东京的创造力：振兴成熟城市》（2020年出版）一书将其描述为“融合流行文化与消费”的典范。《超级便宜日本》（2023年出版）作者称这座雕像“震撼至极！”美国有线电视新闻网评价称，对高达粉丝而言，参观这座立像能“获得即时满足”。